# NGC 7664
NGC 7664 is een spiraalvormig sterrenstelsel in het sterrenbeeld Pegasus. Het hemelobject werd op 17 oktober 1876 ontdekt door de Franse astronoom Édouard Jean-Marie Stephan.

## HV Pegasi (69 Pegasi)
Het stelsel NGC 7664 bevindt zich, vanaf de aarde gezien, een kwart graad ten westzuidwesten van de ster HV Pegasi (69 Pegasi). Amateurastronomen kunnen HV Pegasi aanwenden als gidsster om het stelsel NGC 7664 op te sporen.

## Synoniemen
- UGC 12598
- MCG 4-55-13
- ZWG 476.38
- KARA 1019
- IRAS 23241+2448
- PGC 71450